# Lacerta trilineata
Il ramarro gigante (Lacerta trilineata Bedriaga, 1886) è un rettile squamato appartenente alla famiglia dei Lacertidi.

## Descrizione
Il ramarro gigante, corpulento e dalle zampe lunghe, è il più grande di tutti i Lacertidi, con una lunghezza fino a 16-17 cm e una coda lunga almeno il doppio. Assomiglia al ramarro orientale, con il quale può anche comparire negli stessi habitat.
Il dorso degli adulti è di colore più o meno uniforme, in genere verde erba, giallognolo o verde-brunastro, il tutto finemente cosparso di puntini neri. Piccoli, giovani e molte femmine sono invece brunastri, con al centro del dorso e sui fianchi 3 (o 5) strette bande longitudinali biancastre (alle quali fa riferimento il nome scientifico della specie), a volte anche sbiadite. I maschi esibiscono, soprattutto durante il periodo degli accoppiamenti, una regione giallo-arancione o verdastra sulla gola, raramente anche azzurrognola (in tal caso soprattutto ai lati del collo). Le parti inferiori vanno dal verdognolo al giallognolo, senza macchie. Le scaglie ventrali sono distribuite su 8 file longitudinali (nel ramarro orientale su 6 file). In genere si possono contare più di 20 scudi temporali e una fila continua di 8 minuscole squame granuliformi tra gli scudi sopraccigliari e gli scudi sopraorbitali, inoltre la narice tocca sempre lo scudo rostrale.

## Biologia
Specie diurna, perlopiù schiva, che si mantiene a distanza di sicurezza elevate da eventuali nemici. Il ramarro gigante si arrampica con grande agilità (a volte anche su alberi molto alti) e preferisce prendere il sole nei pressi di boschetti in cui poter fuggire se disturbato. La sua dieta è costituita da grandi insetti, ragni e lumache, ma anche da piccoli Lacertidi. La riproduzione ha luogo in primavera, dopo un lungo letargo invernale, con la deposizione di circa 5-20 uova (a volte anche per 2 volte nella stessa stagione riproduttiva) da maggio a luglio. La schiusa delle uova avviene ad agosto e settembre.

## Distribuzione e habitat
Il ramarro gigante è diffuso nel sud, ovest ed est della penisola balcanica, in prevalenza ad altitudini basse e intermedie, fino a 1000 m. Inoltre è presente anche in Asia occidentale, dove può raggiungere anche i 2000 m di altitudine. Predilige habitat semiaperti secchi e soleggiati, per esempio oliveti, dune sabbiose ricche di vegetazione arbustiva, falde detritiche o muretti a secco e cataste di legna; è invece più raro in zone umide o in prossimità di corsi d'acqua.

## Tassonomia
Vengono riconosciute le seguenti sottospecie:
- Lacerta trilineata cariensis Peters, 1964
- Lacerta trilineata citrovittata Werner, 1935
- Lacerta trilineata diplochondrodes Wettstein, 1952
- Lacerta trilineata dobrogica Fuhn e Mertens, 1959
- Lacerta trilineata galatiensis Peters, 1964
- Lacerta trilineata hansschweizeri Müller, 1935
- Lacerta trilineata major Boulenger, 1987
- Lacerta trilineata polylepidota Wettstein, 1952
- Lacerta trilineata trilineata Bedriaga, 1886

La forma nominale L. t. trilineata vive nelle regioni centrali (compresi Peloponneso e isole ionie meridionali) e orientali della Grecia, L. t. major nei Balcani occidentali (Grecia a ovest della catena del Pindo, isole ionie settentrionali, da Corfù alla Slovenia) e L. t. dobrogica dalla Tracia lungo le coste del Mar Nero della Bulgaria e della Romania. Altre tre sottospecie sono inoltre distribuite sulle isole egee della Grecia: L. t. citrovittataì su Tinos, Mykonos e Andros, L. t. hansschweizeri su Milos, Kimolos, Serifos e Sifnos, L. t. polylepidota a Creta e L. t. diplochondrodes su Rodi, Kos e altre isole situate di fronte alle coste turche nonché in Medio Oriente, dove sono presenti ulteriori due sottospecie.